# Bodrum
Bodrum, korábbi nevein Petronium, az ókorban Halikarnasszosz (görögül: Ἁλικαρνασσός) török kikötőváros Muğla tartományban, az azonos nevű körzet központja, a török riviéra egyik népszerű turistacélpontja. A Bodrum-félszigeten fekszik, a Gökova-öböl bejáratánál, Kosz szigetével szemben. A körzet népessége 2008-ban 114 498 fő volt, a városé pedig 30 688 fő.
Valaha itt volt található a kariai Halikarnasszosz városa, a halikarnasszoszi mauzóleummal.

## Éghajlat, klíma
| Hónap                                             | Jan. | Feb. | Már. | Ápr. | Máj. | Jún. | Júl. | Aug. | Szep. | Okt. | Nov. | Dec. | Év   |
| ------------------------------------------------- | ---- | ---- | ---- | ---- | ---- | ---- | ---- | ---- | ----- | ---- | ---- | ---- | ---- |
| Rekord max. hőmérséklet (°C)                      | 25,3 | 27,2 | 30,1 | 36,2 | 40,0 | 46,6 | 50,8 | 48,6 | 45,1  | 34,9 | 30,6 | 28,4 | 50,8 |
| Átlagos max. hőmérséklet (°C)                     | 15,1 | 15,2 | 17,6 | 21,1 | 26,0 | 31,2 | 34,2 | 34,0 | 30,3  | 25,6 | 20,3 | 16,5 | 24,0 |
| Átlagos min. hőmérséklet (°C)                     | 8,3  | 8,0  | 9,7  | 12,7 | 16,5 | 20,8 | 23,3 | 23,3 | 20,3  | 16,8 | 12,8 | 9,8  | 15,2 |
| Átl. csapadékmennyiség (mm)                       | 134  | 108  | 74   | 39   | 18   | 8    | 1    | 9    | 21    | 41   | 98   | 156  | 706  |
| Havi napsütéses órák száma                        | 149  | 151  | 198  | 225  | 285  | 318  | 338  | 322  | 273   | 223  | 168  | 140  | 2791 |
| Forrás: Devlet Meteoroloji İşleri Genel Müdürlüğü |      |      |      |      |      |      |      |      |       |      |      |      |      |

## Híres bodrumiak
- Hérodotosz
- Mauszólosz, akinek emlékére épült a halikarnasszoszi mauzóleum
- Zeki Müren, énekes

## Testvérvárosok
- Prizren, Koszovó[5]
- Portimão, Portugália[6]
- Eskişehir, Törökország[7]
- Wakayama, Japán[8]